# Nuoto ai Giochi della XXIX Olimpiade - 400 metri misti maschili

## Record
Prima di questa competizione, il record del mondo (WR) e il record olimpico (OR) erano i seguenti.
|  | 4'05"25 | Michael Phelps Stati Uniti | 29 giugno 2008 Omaha, Stati Uniti |
|  | 4'08"26 | Michael Phelps Stati Uniti | 14 agosto 2004 Atene, Grecia      |

Durante l'evento sono stati migliorati i seguenti record:
| Data      | Evento      | Atleta         | Nazione     | Tempo   | Record |
| --------- | ----------- | -------------- | ----------- | ------- | ------ |
| 9 agosto  | 4ª batteria | Michael Phelps | Stati Uniti | 4'07"82 |        |
| 10 agosto | Finale      | Michael Phelps | Stati Uniti | 4'03"84 |        |

## Batterie
Si sono svolte 4 batterie di qualificazione. I primi 8 atleti si sono qualificati direttamente per la finale.
9 agosto 2008
| #  | Batteria | Corsia | Atleta                    | Nazionalità  | Tempo   | Note |
| -- | -------- | ------ | ------------------------- | ------------ | ------- | ---- |
| 1  | 4        | 4      | Michael Phelps            | Stati Uniti  | 4:07.82 | OR Q |
| 2  | 2        | 4      | László Cseh               | Ungheria     | 4:09.26 | Q    |
| 3  | 4        | 5      | Luca Marin                | Italia       | 4:10.22 | Q    |
| 4  | 3        | 4      | Ryan Lochte               | Stati Uniti  | 4:10.33 | Q    |
| 5  | 4        | 3      | Gergő Kis                 | Ungheria     | 4:10.66 | Q    |
| 6  | 2        | 3      | Alessio Boggiatto         | Italia       | 4:10.68 | Q    |
| 7  | 3        | 7      | Brian Johns               | Canada       | 4:11.41 | Q    |
| 8  | 3        | 5      | Thiago Pereira            | Brasile      | 4:11.74 | Q    |
| 9  | 4        | 2      | Keith Beavers             | Canada       | 4:12.75 |      |
| 10 | 2        | 1      | Bradley Ally              | Barbados     | 4:14.01 |      |
| 11 | 2        | 8      | Gal Nevo                  | Israele      | 4:14.03 |      |
| 12 | 3        | 3      | Riaan Schoeman            | Sudafrica    | 4:14.09 |      |
| 13 | 3        | 1      | Andrej Krylov             | Russia       | 4:14.55 |      |
| 14 | 4        | 6      | Travis Nederpelt          | Australia    | 4:15.37 |      |
| 15 | 2        | 2      | Dinko Jukić               | Austria      | 4:15.48 |      |
| 16 | 2        | 7      | Aleksandr Tichonov        | Russia       | 4:16.49 |      |
| 17 | 2        | 5      | Thomas Haffield           | Regno Unito  | 4:16.76 |      |
| 18 | 2        | 6      | Vasileios Demetis         | Grecia       | 4:18.40 |      |
| 19 | 3        | 6      | Euan Dale                 | Regno Unito  | 4:18.60 |      |
| 20 | 4        | 8      | Vadym Lepskyy             | Ucraina      | 4:20.96 |      |
| 21 | 3        | 8      | Omar Pinzón               | Colombia     | 4:22.31 |      |
| 22 | 4        | 7      | Pierre Henri              | Francia      | 4:22.41 |      |
| 23 | 1        | 4      | Nikša Roki                | Croazia      | 4:22.44 |      |
| 24 | 3        | 2      | Javier Núñez              | Spagna       | 4:22.69 |      |
| 25 | 4        | 1      | Romanos Iasonas Alyfantis | Grecia       | 4:23.41 |      |
| 26 | 1        | 6      | Dmitriy Gordiyenko        | Kazakistan   | 4:25.20 |      |
| 27 | 1        | 2      | Vasilii Danilov           | Kirghizistan | 4:29.20 |      |
| 28 | 1        | 3      | Deniz Nazar               | Turchia      | 4:30.80 |      |
| 29 | 1        | 5      | Hocine Haciane            | Andorra      | 4:32.00 |      |

## Finale
10 agosto 2008
| Posizione | Atleta            | Paese       | Tempo      |
| --------- | ----------------- | ----------- | ---------- |
|           | Michael Phelps    | Stati Uniti | 4:03.84 WR |
|           | László Cseh       | Ungheria    | 4:06:16 ER |
|           | Ryan Lochte       | Stati Uniti | 4:08:09    |
| 4         | Alessio Boggiatto | Italia      | 4:12:16    |
| 5         | Luca Marin        | Italia      | 4:12.47    |
| 6         | Gergő Kis         | Ungheria    | 4:12.84    |
| 7         | Brian Johns       | Canada      | 4:13.38    |
| 8         | Thiago Pereira    | Brasile     | 4:15.40    |